# Agriculture de proximité

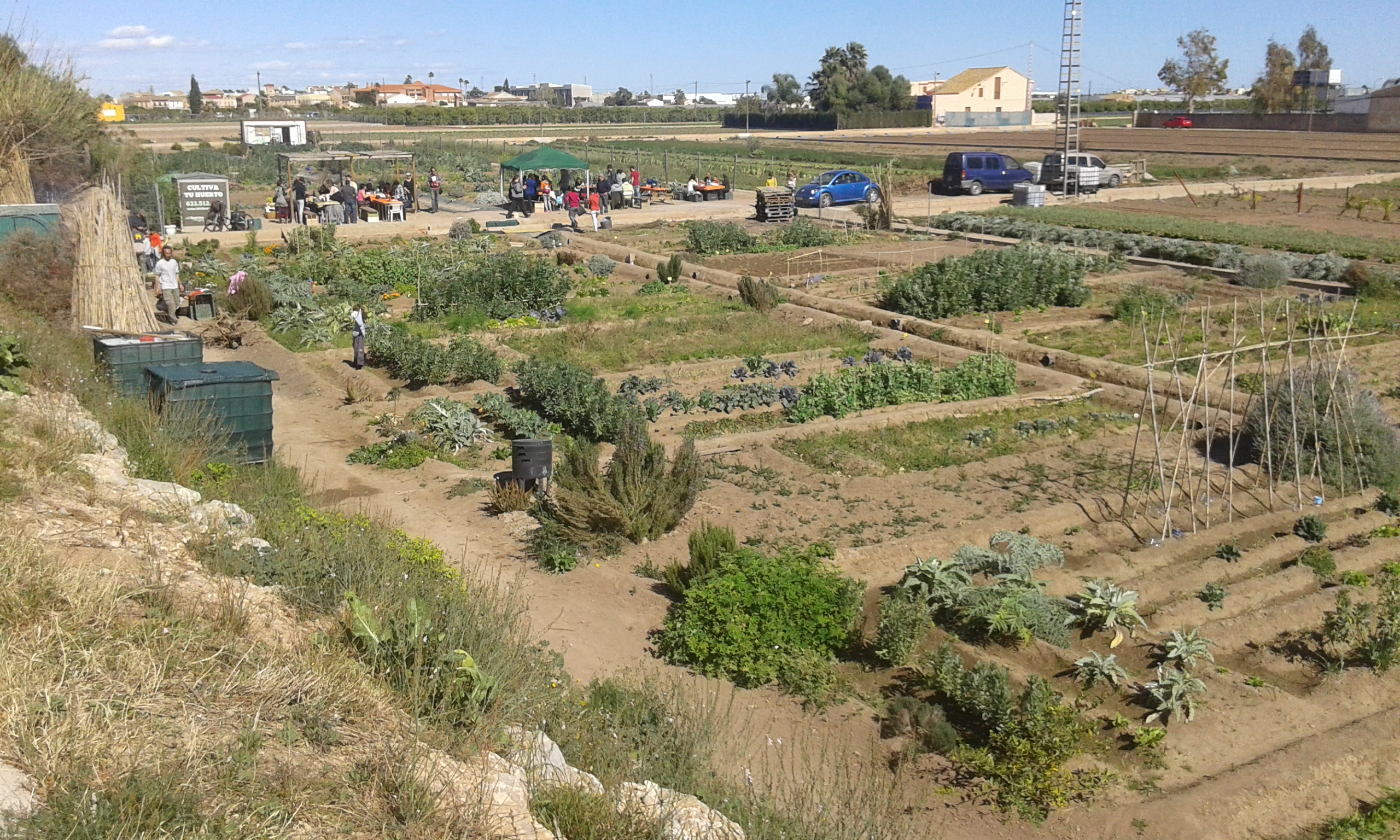
Agriculture de proximité

 (septembre 2017).
Si vous disposez d'ouvrages ou d'articles de référence ou si vous connaissez des sites web de qualité traitant du thème abordé ici, merci de compléter l'article en donnant les références utiles à sa vérifiabilité et en les liant à la section « Notes et références ».
L'agriculture de proximité, agriculture de proximité des villes ou agriculture péri-urbaine est un type d'agriculture alimentaire ou non-alimentaire qui favorise la proximité géographique des producteurs en périphérie des villes qu'elle dessert vers les consommateurs par la réduction d'intermédiaires et de la distance qui les séparent. Cette forme d'agriculture permet le contact physique plus direct producteur-consommateur, favorise la valorisation du territoire et le développement du potentiel local,.

## Contexte
À proximité des villes, l'agriculture est régulièrement malmenée et en danger de disparition à cause des espaces requis par l'urbanisation et de ses impacts sur les résidents des villes. L'agriculture de proximité est celle qui, malgré la proximité des villes, parvient à se maintenir pour les raisons suivantes : 
- elle est au service des consommateurs-citoyens ;
- elle utilise des techniques de production compatibles avec la présence proche de nombreuses habitations ;
- son activité économique lui permet de faire face à la promotion immobilière.

## Difficultés
L'agriculture de proximité reste néanmoins soumise aux contraintes fortes que sont : 
- le coût du foncier qui, notamment lors de transmissions entre générations, convainc souvent les bénéficiaires de céder les terrains en terrains à bâtir ;
- le besoin constant des villes de s'étendre ;
- la pollution de l'air et de l'eau du fait de la concentration d'habitation et l'activité industrielle parfois importante à proximité ;
- la cohabitation avec un monde urbain exigeant sur les pratiques agricoles.

## Défi
Face à ces contraintes, l'agriculture de proximité doit être encouragée. Elle ne peut entrevoir sa survie qu'à plusieurs conditions : 
- le choix des activités et modes de culture doit se faire en prenant en compte les nuisances potentielles ; sont ainsi à bannir les activités faisant appel à des traitements excessifs, les activités de gros élevage (nuisances olfactives…) ;
- les produits sortant de l'exploitation (fruits, légumes, etc.) peuvent être au service immédiat des consommateurs proches au lieu d'être destinés à l'exportation ou à des industries du type alimentation du bétail ;
- l'exploitation agricole s'ouvre sur l'extérieur en accueillant les consommateurs-citoyens : vente de produits frais (majoritairement de la ferme et d'autres producteurs de la région), activités pédagogiques, séminaires, réceptions et toutes autres activités permettant d'améliorer le revenu des exploitants.